# Natação nos Jogos Pan-Americanos de 2003 - 400 m livre feminino
O evento dos 400 m livre feminino nos Jogos Pan-Americanos de 2003 foi realizado em 14 de agosto de 2003. 

## Medalhistas
| Ouro   | USA Elizabeth Hill   |
| Prata  | USA Morgan Hentzen   |
| Bronze | BRA Monique ferreira |

## Recordes
| Recorde mundial       | Janet Evans (USA)      | 4:03.85 | 22 de setembro de 1988 | Seul     |
| Recorde pan-americano | Cynthia Woodhead (USA) | 4:10.60 | 01 de julho de 1979    | San Juan |

## Resultados
| Posição | Nadadora                  | Eliminatórias | Eliminatórias | Final      |
| Posição | Nadadora                  | Tempo         | Posição       | Tempo      |
| ------- | ------------------------- | ------------- | ------------- | ---------- |
| 1       | Elizabeth Hill (USA)      | 4:16.26       | 1             | 4:10.18 GR |
| 2       | Morgan Hentzen (USA)      | 4:16.93       | 2             | 4:13.03    |
| 3       | Monique Ferreira (BRA)    | 4:19.72       | 5             | 4:14.21    |
| 4       | Julie Gravelle (CAN)      | 4:18.30       | 3             | 4:14.85    |
| 5       | Janelle Atkinson (JAM)    | 4:19.39       | 4             | 4:15.99    |
| 6       | Mariana Brochado (BRA)    | 4:21.04       | 7             | 4:17.73    |
| 7       | Kristel Köbrich (CHI)     | 4:19.83       | 6             | 4:18.24    |
| 8       | Alejandra Galan (MEX)     | 4:24.41       | 9             | 4:23.37    |
|         |                           |               |               |            |
| 9       | Maya Beaudry (CAN)        | 4:24.45       | 10            | 4:21.57    |
| 10      | Sonia Álvarez (PUR)       | 4:24.25       | 8             | 4:22.79    |
| 11      | Tania Galindo (MEX)       | 4:28.32       | 11            | 4:26.79    |
| 12      | Kaitlyn Elphinstone (CAY) | 4:30.25       | 12            | 4:28.73    |
| 13      | Heather Roffey (CAY)      | 4:31.35       | 13            | 4:29.57    |
| 14      | Solimar Mojica (PUR)      | 4:37.42       | 14            | 4:34.60    |
| 15      | Maria Wong (PER)          | 4:39.56       | 15            | 4:36.52    |
| 16      | Karina Clavo (PER)        | 4:42.48       | 16            | 7:19.53    |